# Jacaratia corumbensis
Jacaratia corumbensis är en tvåhjärtbladig växtart som beskrevs av Carl Ernst Otto Kuntze. Jacaratia corumbensis ingår i släktet Jacaratia och familjen Caricaceae. Inga underarter finns listade i Catalogue of Life.